# Polyrhachis mitrata
Polyrhachis mitrata är en myrart som beskrevs av Menozzi 1932. Polyrhachis mitrata ingår i släktet Polyrhachis och familjen myror. Inga underarter finns listade i Catalogue of Life.